# Panjak
Panjak (Servisch cyrillisch Пањак) is een plaats in de Servische gemeente Užice. De plaats telt 109 inwoners (2002).